# 阿兰·马克斯·洛雷罗
阿兰·马克斯·洛雷罗（葡萄牙語：Allan Marques Loureiro，1991年1月8日—），简称阿兰（Allan），是一名巴西足球运动员，现效力于阿聯酋阿拉伯海灣聯賽球队阿爾華達。

## 俱乐部生涯
2009年，阿兰进入在巴西乙级联赛征战的瓦斯科达伽马一线队，并在当赛季跟随球队升级回到巴甲联赛。
2012年6月4日，他以300万欧元的身价转会加盟意大利足球甲级联赛球队乌迪内斯。他迅速在球队站稳脚跟，在2012/13赛季联赛出场36次。
2020年9月5日，英格兰俱乐部埃弗顿以大约2170万英镑的价格签下阿兰，为期三年，与前那不勒斯主教练安切洛蒂再次相遇。第二周他在客场1-0战胜托特纳姆热刺的比赛中首次亮相。